# Минтер, Джефф
Джефф «Як» Минтер (англ. Jeff Minter; род. 22 апреля 1962, Рединг, графство Беркшир, Англия) — британский разработчик компьютерных игр и программист. Основатель компании Llamasoft. Среди последних работ Минтера — светомузыкальный синтезатор Neon (2004), встроенный в приставку Xbox 360, и игра Space Giraffe (для Xbox Live Arcade — 2007, для PC — 2008), Space Invaders Extreme (Xbox Live Arcade, май 2009).
Поклонники игр Минтера отмечают несколько элементов, присущих его играм: как правило, это игры жанра «Убей их всех»; в заставке и/или в самой игре присутствует жвачное животное: лама, овца, верблюд и т. п.; часто встречаются психоделические элементы, как например в одном из первых светомузыкальных синтезаторов Trip-a-Tron.
В онлайн-форумах и при неформальном упоминании Минтер обычно использует ник «Як» («Yak»), что, по его словам, давно является его псевдонимом, выбранным для внесения в таблицы рекордов игровых автоматов. Такой выбор был сделан, поскольку як, по словам самого Минтера — «грязное волосатое животное, во многом похожее на меня»

## Игры

### Игры второго поколения
- Andes Attack (Commodore VIC-20, 1982) (A.K.A. Aggressor, Bomber, Bomb Buenas Aires)
- Gridrunner (Atari/C64/ZX Spectrum, 1982)
- Abductor (Commodore VIC-20, 1982)
- Traxx (Commodore VIC-20/ZX Spectrum, 1983)
- Matrix: Gridrunner 2 (Atari/C64, 1983)
- Laser Zone (C64, 1983)
- Attack of the Mutant Camels (Atari/C64, 1983) (UK: Advance of the Megacamel)
- Revenge of the Mutant Camels (C64, 1983)
- Headbangers Heaven (ZX Spectrum, 1983)
- Ancipital (C64, 1984)
- Hover Bovver (Atari/C64, 1984)
- Psychedelia (C64/ZX Spectrum/MSX, 1984) — A light synthesizer.
- Sheep in Space (C64, 1984)
- Hellgate (Commodore VIC-20, 1984)
- Mama Llama(C64, 1985)
- Colourspace (Atari, 1985) — A light synthesizer.
- Batalyx (C64, 1985)
- Iridis Alpha (C64, 1986)
- Voidrunner (C64, 1987)
- Return of the Mutant Camels (Atari/C64, 1988) (A.K.A. Revenge of the Mutant Camels 2)

### Игры третьего поколения
- Andes Attack (Atari ST, 1988)
- Trip-a-Tron (Atari ST/Commodore Amiga, 1988)
- Bombuzal (Atari ST, 1988) — Minter designed one level
- Defender II (Atari ST/Commodore Amiga, 1990)
- Photon Storm (Atari ST/Commodore Amiga, 1990)
- Defender 2 (Atari ST, 1990)
- Llamatron: 2112 (Atari ST/Commodore Amiga, 1991, PC, 1992)
- Hardcore (Atari ST, 1992)
- Revenge of the Mutant Camels (enhanced re-release) (Atari ST/Commodore Amiga, 1991, PC, 1994)

### Игры пятого поколения
- Virtual Light Machine (Atari Jaguar, 1994) (A.K.A. VLM-1)
- Tempest 2000 (Atari Jaguar, 1994)
- Defender 2000 (Atari Jaguar, 1995)
- Llamazap (Atari Falcon, 1995)
- Tempest X3 (PS1, 1996) (credited only for Tempest 2000)
- VLM-2 (Nuon DVD, 2000)
- Tempest 3000 (Nuon DVD, 2000)
- Hover Bovver 2: Grand Theft Flymo (PC, 2002)
- Gridrunner++ (PC, 2002)

### Игры шестого поколения
- Unity (GCN, Cancelled)

### Игры седьмого поколения
- Neon (Xbox 360, 2005) (A.K.A. VLM-3)
- Space Giraffe (Xbox 360, 2007), (PC, 2008)
- Space Invaders Extreme (Xbox 360, ETA 2009)
- Gridrunner Revolution (PC, TBA)

### Прочие игры
- Metagalactic Llamas Battle at the Edge of Time (Commodore VIC-20) (A.K.A. Meta-Llamas)
- Blitzkrieg (Commodore VIC-20)
- Deflex (Commodore VIC-20)
- Rox III (Commodore VIC-20)
- City Bomb (ZX Spectrum)
- Super Deflex (ZX Spectrum)
- Super Gridrunner (Atari ST)